# Global Challenges Foundation
Global Challenges Foundation (GFC) je švédská nezisková organizace, která se zabývá řešením významných globálních problémů a snaží zvýšit povědomí o globálním katastrofickém riziku. V roce 2012 ji založil maďarský finanční analytik Lászlóa Szombatfalvy, který žije ve Švédsku.

## Nadace
Sídlo nadace je ve Stockholmu. Mezi členy představenstva patří Johan Rockström, čtvrtý bývalý generální ředitel AP Fund's Mats Andersson. Majetek nadace se skládá převážně z peněžního daru Lászlóa Szombatfalvyho, který v té době představoval zhruba polovinu jeho jmění – přibližně 500 milionů švédských korun.

## Působení
Nadace Global Challenges Foundation se snaží zvýšit povědomí o rizicích globálních katastrof, v současné době především o současné změně klimatu a jiné degradaci životního prostředí, dále o politickém násilí zaměřeném na zbraně hromadného ničení. V poslední době se také zabývá riziky spojenými s rychle se vyvíjející umělou inteligencí. Organizace úzce spolupracuje s řadou institucí, včetně Institutu budoucnosti lidstva (Future of Humanity Institute) na Oxfordské univerzitě.
Dalším projektem, který je řízen GCF, spolu se Zemskou ligou (Earth League) je Prohlášení o Zemi (Earth Statement). Cílem klimatické výzvy je zbourat pomyslnou zeď mezi vědou a politikou a formulovat osm bodů, na kterých se musí světoví činitelé dohodnout, aby mohlo vzniknout ustanovení o klimatu na konferenci COP21. Prohlášení o Zemi podepsaly Al Gore, Desmond Tutu, Mo Ibrahim, Richard Branson, Arianna Huffington, Gro Harlem Brundtland, Yuan T. Lee a Mary Robinson.
Nadace Global Challenges Foundation podpořila Vysokou školu ekonomickou ve Stockholmu k založení nového kurzu – Globální výzvy. Předmět je zařazen do bakalářského programu Podnikání a ekonomie.
GCF provádí mezinárodní průzkumy a každoročně zveřejňuje výroční zprávy, které jsou rozděleny do čtvrtletních zpráv zabývajících se různými aspekty globálních katastrofických rizik.. Například výroční zpráva z roku 2016 odhaduje, že pro průměrného Američana je pětkrát pravděpodobnější, že zemře během katastrofické události než při autonehodě. Zpráva z roku 2017 zdůraznila širokou škálu témat souvisejících s klimatickými změnami, a dospěla k závěru, že je pravděpodobné, že globální oteplování způsobí zánik civilizace. V roce 2018 GFC zmínila, že od roku 1970 po současnost se hojnost obratlovců snížila o 58 %.

## Ocenění The New Shape Prize
V listopadu 2016 založila GCF ocenění Global Challenges Prize – A New Shape. Je to mezinárodní soutěž, která vyzývá akademiky, politiky, obchodní a občanské společnosti z celého světa, aby navrhli nové modely pro globální správu, a nadace poté vítězné nápady zrealizuje. Budou poskytnuty ceny v hodnotě $5 miliónů, přičemž výherce nejlepšího nápadu obdrží více než $1.